# Primer Concilio de Orleans

Diócesis que participaron en el concilio de Orleans del 511.

El Concilio de Orleans de 511 o Primer Concilio de Orleans fue el primero de los numerosos concilios que en los siglos VI y VII se convocaron en esta ciudad. El primer concilio se reunió el 10 de julio de 511 y contó con la presencía de 32 obispos, la mitad de ellos del Reino de los francos, presididos por el obispo metropolita de Bordeaux, Cipriano. Fue convocado por Clodoveo I, quien estuvo presente durante el concilio. Los obispos acudieron de varias regiones del reino franco —incluida la Aquitania conquistada en 507 en la batalla de Vouillé a los visigodos (que eran arrianos)— y de Bretaña.
Resultaron 31 cánones de este concilio. El concilio condenó el arrianismo y definió reglas para regular las relaciones entre el poder real y la Iglesia, estableciendo mutuas colaboraciones entre los reyes de Francia y la Iglesia católica. Otra gran innovación fue el establecimiento del derecho de asilo.